# Grand Prix Pino Cerami 1969
Il Grand Prix Pino Cerami 1969, sesta edizione della corsa, si svolse il 3 aprile su un percorso di 216 km, con partenza e arrivo a Wasmuel. Fu vinto dal belga Frans Mintjens della Faema-Faemino davanti al suo connazionale Herman Van Springel e all'olandese Harry Steevens.

## Ordine d'arrivo (Top 10)
| Pos. | Corridore             | Squadra                   | Tempo    |
| ---- | --------------------- | ------------------------- | -------- |
| 1    | Frans Mintjens        | Faema-Faemino             | 5h32'00" |
| 2    | Herman Van Springel   | Mann-Grundig              | s.t.     |
| 3    | Harry Steevens        | Caballero                 | s.t.     |
| 4    | Julien Delocht        | Faema-Faemino             | s.t.     |
| 5    | Raymond Steegmans     | Goldor-Hertekamp-Herta    | s.t.     |
| 6    | Georges Pintens       | Mann-Grundig              | s.t.     |
| 7    | Tony Houbrechts       | Flandria-De Clercq-Kruger | a 17"    |
| 8    | Georges Vanconingsloo | Peugeot-BP-Michelin       | s.t.     |
| 9    | Tony Daelemans        | Goldor-Hertekamp-Herta    | s.t.     |
| 10   | Willy Monty           | Peugeot-BP-Michelin       | s.t.     |